# Вуглепровід Бєлово – Новосибірськ
Вуглепровід Бєлово — Новосибірськ — вуглепровід для транспортування висококонцентрованої водовугільної суспензії з шахти «Інська» (Бєлово) до Новосибірської ТЕЦ-5.

## Історія
Проектування вуглепроводу інститутом ВНДІГідровугілля почалося в 1979 після відвідин керівниками СРСР вуглепроводу в штаті Невада (США). Побудований у 1988 році спільно з італійською фірмою Snamprogetti (з 2006 р. — Saipem) Усього за час експлуатації вуглепроводу ним було транспортовано та спалено 350 тисяч тонн водовугільного палива. Експлуатація вуглепроводу часто переривалася і була повністю зупинена в 2003 році, після чого його було рекомендовано розібрати.

## Характеристики
Протяжність вуглепроводу становила 262 кілометри. Пропускна здатність — 3 мільйони тонн вугілля на рік (360 м³/год), потужність 1-ї черги — 1,2 млн тонн на рік. Вартість об'єкта — близько 100 мільярдів рублів (у цінах 1994 року). Водовугільна суспензія складалася в пропорції 59 % вугілля до 40 % води та 1 % інгібіторів (речовин, що надають суміші пластичність). Була основна (на початку) та дві проміжні насосні станції на 48-му та 96-му кілометрах вуглепроводу.
Принципова відмінність від вуглепроводів, побудованих у США, полягала в тому, що Водовугільне паливо не зазнавало зневоднення та осушення, а відправлялося прямо в котли. Спалювання здійснювалося в чотирьох котлах, що виробляли по 670 тонн пари на годину.